# Immigrants africans als Estats Units

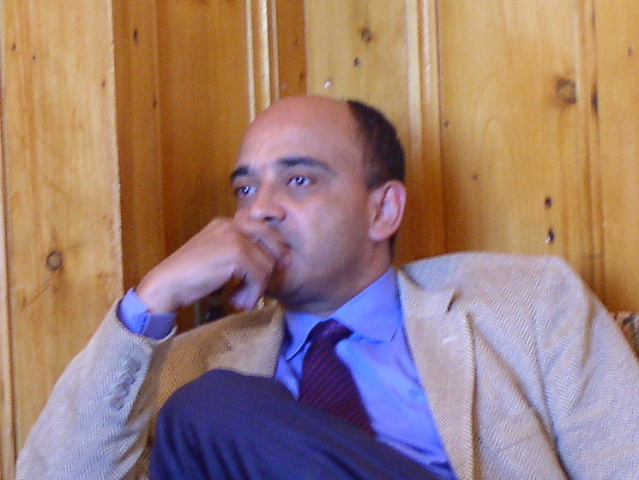
Appiah

Els immigrants africans dels Estats Units sobre els quals tracta aquest article són els immigrants recents a aquest estat procedents del continent africà i els seus descendents.
Aquest grup s'ha de diferenciar dels afroamericans que descendeixen dels africans que van ser portats al continent americà mitjançant el tràfic d'esclaus i que van patir l'esclavatge, que també són americans que formen part de la diàspora africana. D'aquesta manera també són diferenciats en els censos dels Estats Units.
Als Estats Units hi ha 1.035.253 immigrants (o fills d'aquests) del continent africà. Les principals regions i ciutats que tenen unes poblacions significants d'immigrants africans són Washington D.C., Nova York, Minneapolis i Califòrnia. Les llengües que parlen són l'anglès (diferents dialectes), l'àrab, el ioruba, l'ashanti, l'igbo, el francès, el wolof, el suahili, el hausa, el portuguès, el crioll capverdià, el castellà i d'altres. Les principals religions que professen són el cristianisme, l'islam i les religions tradicionals africanes.

## Educació
Els immigrants africans són el grup que té un percentatge més alt d'estudis, fins i tot més que els que es pensa la gent, la minoria asiàtica-americana. Aquesta no és l'única generació que això és així, com mostra l'alt percentatge d'estudiants negres en les universitats d'elit que són africans o fills d'africans.
La Universitat Harvard, per exemple, ha estimat que dos terços dels seus estudiants negres són membres d'aquest grup. També passa una cosa similar a altres universitats com les de Brown, Yale, Princeton, Penn, Columbia, Duke i Berkeley. Així, els beneficis de la discriminació positiva no és gaire eficient en els afroamericans.
Els africans que tenen una proporció més altra de persones amb estudis superior són els de Ghana (96,9%), Zimbàbue (96,7%), Botswana (95,5%) i Malawi (95%). Els que menys són els del Cap Verd (44,8%)i de Mauritània (60,8%).
Al Canadà, els immigrants africans també són els que tenen un percentatge més alt d'estudis superiors.

## Demografia
| Zona Metropolitana          | Població Africana | % del total de negres | % del total de la població |
| --------------------------- | ----------------- | --------------------- | -------------------------- |
| Washington D.C., MD-VA-WV   | 80,281            | 6.1                   | 1.6                        |
| Nova York                   | 73, 851           | 3.4                   | 0.8                        |
| Atlanta, GA                 | 34,302            | 2.9                   | 0.8                        |
| Minneapolis-St. Paul, MN-WI | 27,592            | 15.4                  | 0.9                        |
| Metròpolis Los Angeles      | 25,829            | 2.7                   | 0.3                        |
| Boston, MA-NH               | 24,231            | 9.8                   | 0.7                        |
| Houston, TX                 | 22,683            | 3.1                   | 0.5                        |
| Chicago, IL                 | 19,438            | 1.2                   | 0.2                        |
| Dallas, TX                  | 19,134            | 3.6                   | 0.5                        |
| Filadèlfia, PA-NJ           | 16,344            | 1.6                   | 0.3                        |

S'estima que la població d'immigrants africans als Estats Units és d'uns 881.300 habitants. Els estats africans amb més emigrants als Estats Units són Nigèria, Ghana, Etiòpia, Eritrea, Egipte, Somàlia i Sud-àfrica.
Tradicionalment, els immigrants han anat a viure a les zones urbanes, i a les suburbanes. N'hi ha menys que viuen a les zones segregades. Alguns africans tenen el desig de tornar als seus estats d'origen. A més a més, contribueixen amb molts diners a les economies africanes, amb l'enviament de divises.
A més a més, els immigrants africans s'estableixen en ciutats segons la seva nacionalitat; per exemple, a Washington D.C. hi ha les comunitats més importants de ghanesos, persones d'Etiòpia i Eritrea; a Minneapolis hi ha la comunitat més important de somalis i els africans de Houston són sobretot nigerians.

## Gènere i edat
Segons el cens dels Estats Units, hi ha més immigrants homes que no pas dones en aquest estat.
| Immigrants Africans | Nombre  | Percentatge |
| ------------------- | ------- | ----------- |
| població total      | 881,300 | 100%        |
| Homes               | 484,790 | 55%         |
| Dones               | 396,510 | 45%         |
| < 5 anys            | 11,900  | 1,4%        |
| 5 a 9 anys          | 24,585  | 2,8%        |
| 10 a 14 anys        | 37,355  | 4,2%        |
| 15 a 19 anys        | 48,560  | 5,5%        |
| 20 a 24 anys        | 72,955  | 8,3%        |
| 25 a 34 anys        | 215,850 | 24,5%       |
| 35 a 44 anys        | 246,105 | 27,9%       |
| 45 a 54 anys        | 132,410 | 15,0%       |
| 55 a 59 anys        | 31,820  | 3,6%        |
| 60 a 64 anys        | 21,310  | 2,4%        |
| 65 a 74 anys        | 25,840  | 2,9%        |
| 75 a 84 anys        | 10,010  | 1,1%        |
| 85 i més anys       | 2,605   | 0,3%        |

## Salut

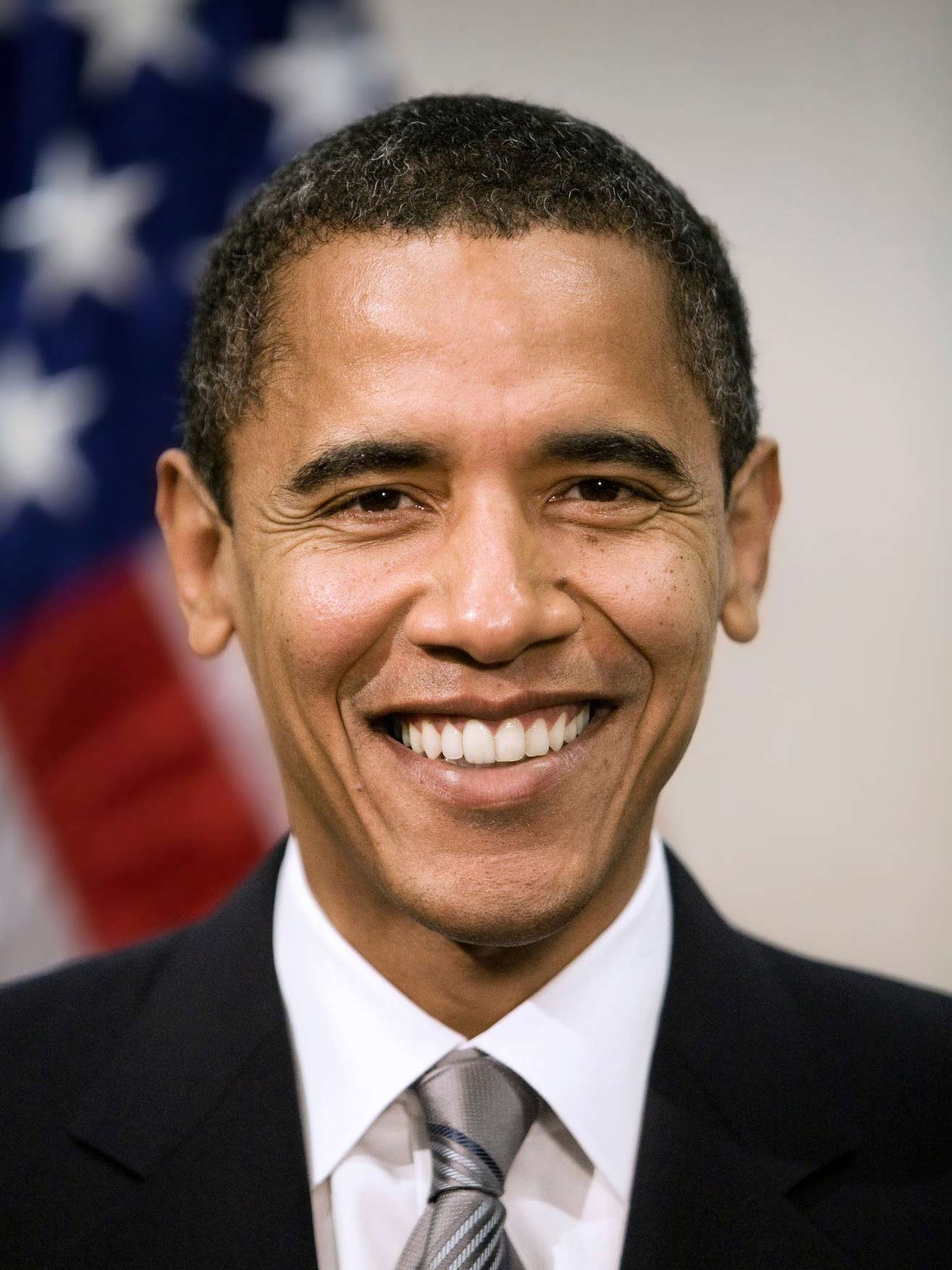
Barack Obama

Els immigrants africans de les nacions negres d'Àfrica i Sud-amèrica tenen millor salut, en general, que els immigrants negres a les nacions europees.

## Població segons estat d'origen
Immigrants Africans segons el cens dels Estats Units del 2000.
- Etiòpia: 86.918.
- Ghana: 49.944.
- Nigèria: 165.481.
- Sud-àfrica: 45.569.
- Altres: 292.000.

Total: 640.000.

## Cultura
Degut a l'extrema diversitat d'orígens, no hi ha una única identitat dels immigrants africans. De totes maneres, hi ha lligams culturals que travessen les afiliacions ètniques o estatals. Algunes organitzacions com el grup ghanià, Fantse-Kuo i l'Associació Sudanesa s'organitzen per país, regió o grup ètnic. Altres grups presenten la cultura tradicional des d'una perspectiva panafricana. Els emprenedors africans desenvolupen serveis per als immigrants i la seva comunitat. A la zona de Washington hi ha esdeveniments com el torneig anual de futbol etíop.

## Visibilitat

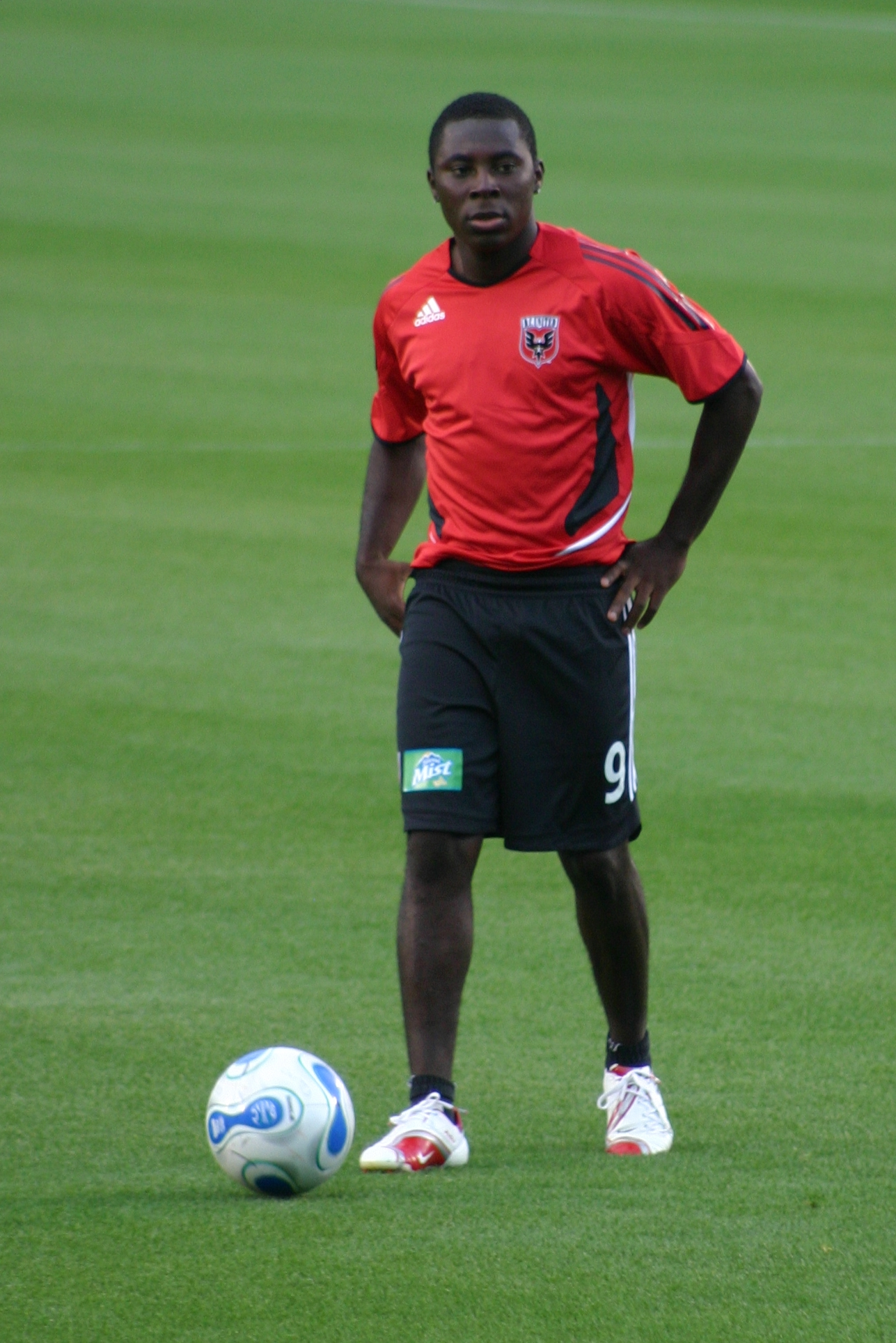
el jugador de futbol Ghanès, Freddy Adu

Degut a la seva població poc quantitativament poc important, els immigrants africans i els seus descendents normalment no tenen molta visibilitat als Estats Units. Les seves contribucions a la cultura americana són relativament petites, però notables. La primera i segona generació d'immigrants africans estan en diverses activitats, des de l'acadèmia a l'esport i la política. Barack Obama és membre d'aquest grup, ja que el seu pare, un economista educat a Harvard era nadiu de Kenya. El petit grup d'acadèmics africans inclouen a John Ogbu i Kwame Anthony Appiah. En els esports, hi ha, entre d'altres, Hakeem Olajuwon i Joseph Addai. Alguns dels artistes són l'actor Gbenga Akinnagbe, el cantant Akon i el raper Chamillionaire. A vegades, els immigrants africans són llançats a la fama pels afroamericans.

## Immigrants africans notables

### Música
- Tunde Adebimpe, Nigèria, cantant i líder de la banda TV on the Radio
- Disashi Lumumba-Kasongo, Congo, guitarrista de la banda Gym Class Heroes, el seu pare era nebot de Patrice Lumumba
- Slash, mig nigerià, guitarrista de Guns N'Roses
- MF Doom, Mig zimbabwès
- Chamillionaire, Nigèria, rapper
- Wale (rapper), Nigèria
- V.I.C., Semi-ghanes, rapper
- Lil' O, Nigèria, rapper

### Acadèmia i periodisme
- Kwame Anthony Appiah, semi-ghanès, filòsof
- John Ogbu, Nigèria, antropòleg
- Farai Chideya, semi-Zimbabwès, NPR
- Barack Obama, semikenyà, polític